# ساج (درخت)

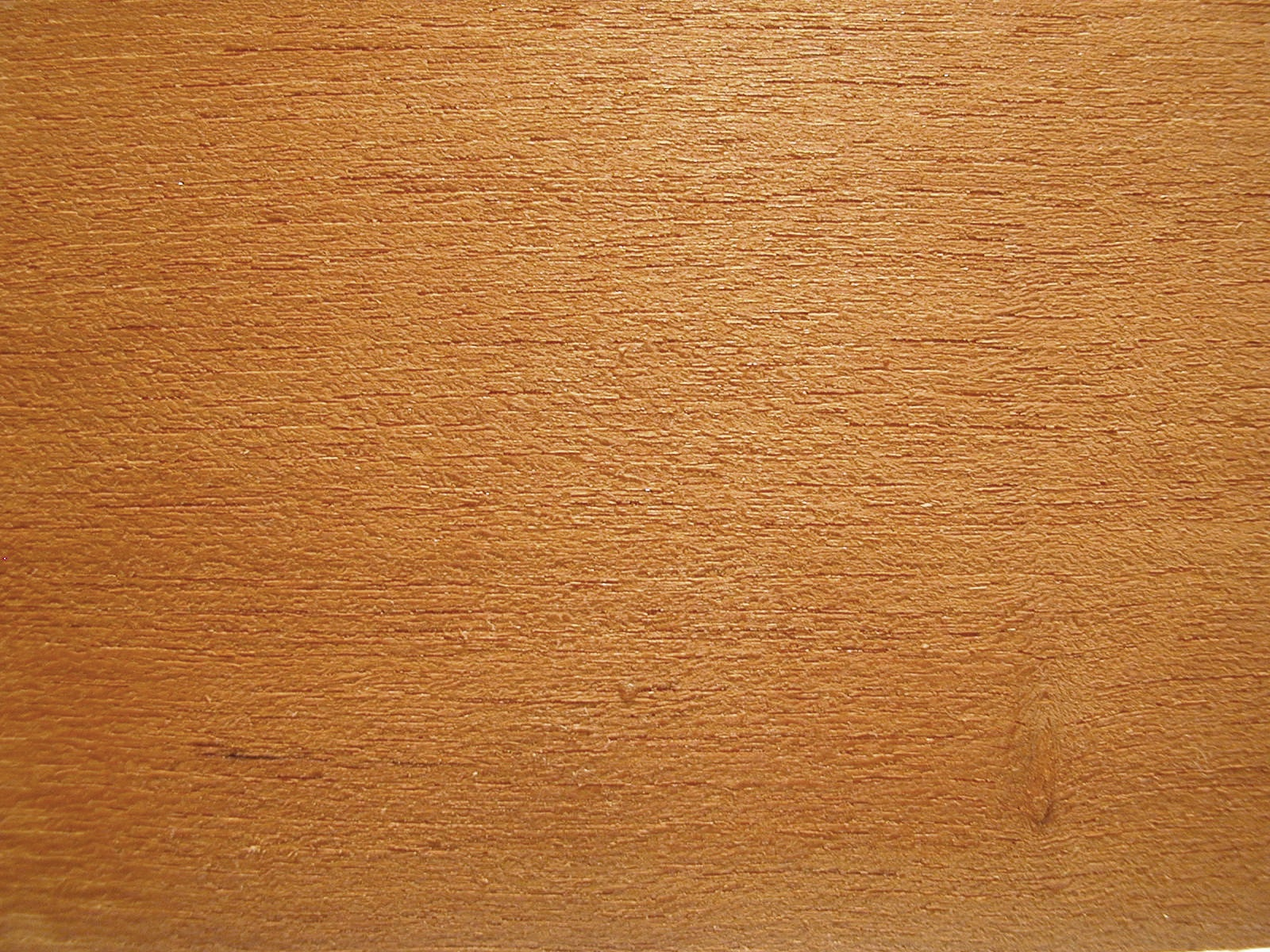
سطح برش خوردهٔ چوب ساج

درخت ساج یا ساگ (به پارسی) درختی از تیره نعناعیان و بومی کشورهای هندوستان، اندونزی و برمه است. چوب آن از نوع چوب‌سخت بوده و به «چوب سخت هند شرقی» معروف است و از آن برای قاب‌بندی و روکش بدنه قایق، میزوصندلی و اثاث خارج از منزل، یا داخل حمام، و همچنین کشتی‌های چوبی استفاده می‌شود. علت استفاده از این چوب روغنی بودن، فشردگی، و سخت بودن آن است که در مقابل پوسیدگی و کرم خوردگی در شرایط آب و هوایی سخت بسیار مقاوم است.
ساج که در بوشهر «سای» یا چوب سای تلفظ می‌شود، معرب واژه «ساگ» است که به هندی آن را «ساگون» و «ساکهو» گویند درختی است بسیار بزرگ و بیشتر در هندوستان می‌روید. این درخت بسیار بزرگ و مقاوم است و در ساختن کشتی‌ها به کار می‌رود.
در شعر فارسی کلمه ساج بسیار دیده می‌شود. ناصر خسرو در سفرنامه خود گفته است: در کعبه دری است از چوب ساج به دو مصراع «دو لنگه» ستون‌ها که در خانه است و در زیر سقف زده‌اند همه چوبین است چهارسو تراشیده از چوب ساج.
و همچنین فخرالدین اسعد گرگانی نیز در بیتی از مجموعه ویس و رامین گفته: «دهد او را شب و روز آب و دانه/کند او را ز عُود و ساجْ خانه.»